# Associazione Calcio Perugia 1970-1971
Questa voce raccoglie le informazioni riguardanti l'Associazione Calcio Perugia nelle competizioni ufficiali della stagione 1970-1971.

## Stagione
Il Perugia ottenne in questa stagione quello che fu — all'epoca — il suo miglior piazzamento nella Serie B a girone unico, chiudendo il campionato a un buon sesto posto in classifica, a cinque lunghezze dalla zona-promozione. Tra i protagonisti dell'annata ci fu Nicola Traini (neoacquisto arrivato dalla Sambenedettese), che schierato da ala collezionò 9 reti. La partecipazione dei biancorossi alla Coppa Italia si concluse invece con l'eliminazione al primo turno.

## Divise
Nella stagione 1970-1971 il Perugia sfoggiò delle casacche molto semplici e tradizionali. Come prima divisa era prevista una tradizionale maglia completamente rossa senza scollo, abbinata a pantaloncini bianchi e calzettoni rossi. Il completo da trasferta presentava lo stesso stile, ma a colori invertiti. Non era presente sulle maglie il tradizionale grifo, simbolo del club.
| Casa | Trasferta |

## Rosa

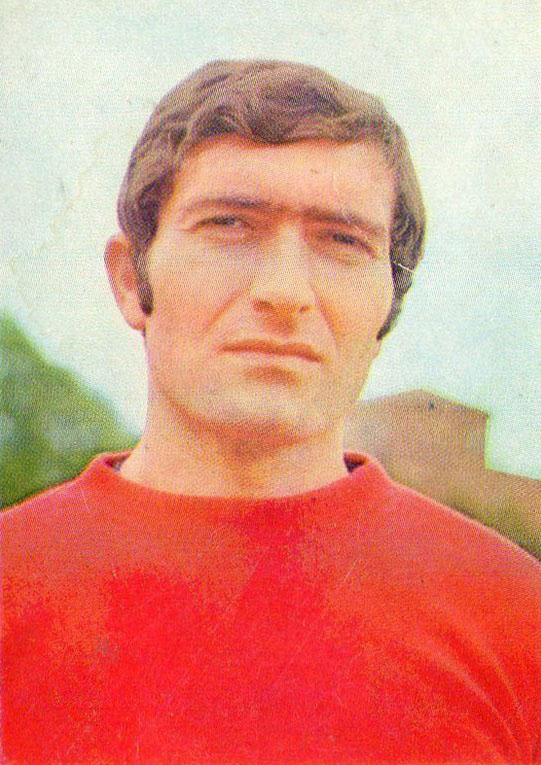
Il neoacquisto Nicola Traini, migliore marcatore perugino della stagione.

| N. |                   | Ruolo | Calciatore             |
| -- | ----------------- | ----- | ---------------------- |
|    | Italia (bandiera) | D     | Mauro Agretti          |
|    | Italia (bandiera) | C     | Bruno Bacchetta        |
|    | Italia (bandiera) | A     | Francesco Baroni       |
|    | Italia (bandiera) | D     | Domenico Casati        |
|    | Italia (bandiera) | A     | Giordano Colausig      |
|    | Italia (bandiera) | C     | Giampiero Dalle Vedove |
|    | Italia (bandiera) | D     | Adelio Gionangeli      |
|    | Italia (bandiera) | C     | Luciano Giudo          |
|    | Italia (bandiera) | P     | Leonardo Grosso        |
|    | Italia (bandiera) | A     | Riccardo Innocenti     |

| N. |                   | Ruolo | Calciatore              |
| -- | ----------------- | ----- | ----------------------- |
|    | Italia (bandiera) | P     | Claudio Mantovani       |
|    | Italia (bandiera) | D     | Stefano Marcucci        |
|    | Italia (bandiera) | A     | Nicola Martellossi      |
|    | Italia (bandiera) | C     | Giorgio Mastropasqua    |
|    | Italia (bandiera) | C     | Bruno Mazzia (capitano) |
|    | Italia (bandiera) | D     | Rocco Panio             |
|    | Italia (bandiera) | C     | Claudio Tinaglia        |
|    | Italia (bandiera) | A     | Nicola Traini           |
|    | Italia (bandiera) | A     | Giovanni Urban          |
|    | Italia (bandiera) | D     | Elio Vanara             |

## Risultati

### Serie B

#### Girone di andata
| 20 settembre 1970 1ª giornata | Casertana | 0 – 0 | Perugia |  |

| 27 settembre 1970 2ª giornata | Perugia | 1 – 2 | Bari |  |

| 4 ottobre 1970 3ª giornata | Modena | 1 – 1 | Perugia |  |

| 11 ottobre 1970 4ª giornata | Perugia | 0 – 1 | Mantova |  |

| 18 ottobre 1970 5ª giornata | Monza | 3 – 2 | Perugia |  |

| 25 ottobre 1970 6ª giornata | Perugia | 0 – 0 | Massese |  |

| 1º novembre 1970 7ª giornata | Livorno | 0 – 1 | Perugia |  |

| 8 novembre 1970 8ª giornata | Perugia | 1 – 0 | Ternana |  |

| 15 novembre 1970 9ª giornata | Catanzaro | 1 – 0 | Perugia |  |

| 22 novembre 1970 10ª giornata | Perugia | 2 – 0 | Brescia |  |

| 29 novembre 1970 11ª giornata | Reggina | 1 – 1 | Perugia |  |

| 6 dicembre 1970 12ª giornata | Perugia | 1 – 0 | Cesena |  |

| 13 dicembre 1970 13ª giornata | Taranto | 0 – 0 | Perugia |  |

| 20 dicembre 1970 14ª giornata | Perugia | 2 – 0 | Arezzo |  |

| 27 dicembre 1970 15ª giornata | Novara | 2 – 0 | Perugia |  |

| 3 gennaio 1971 16ª giornata | Pisa | 1 – 1 | Perugia |  |

| 10 gennaio 1971 17ª giornata | Perugia | 2 – 0 | Palermo |  |

| 17 gennaio 1971 18ª giornata | Como | 0 – 0 | Perugia |  |

| 24 gennaio 1971 19ª giornata | Perugia | 0 – 0 | Atalanta |  |

#### Girone di ritorno
| 7 febbraio 1971 20ª giornata | Perugia | 1 – 0 | Casertana |  |

| 14 febbraio 1971 21ª giornata | Bari | 1 – 0 | Perugia |  |

| 21 febbraio 1971 22ª giornata | Perugia | 3 – 1 | Modena |  |

| 28 febbraio 1971 23ª giornata | Mantova | 4 – 1 | Perugia |  |

| 7 marzo 1971 24ª giornata | Perugia | 4 – 1 | Monza |  |

| 14 marzo 1971 25ª giornata | Massese | 1 – 1 | Perugia |  |

| 21 marzo 1971 26ª giornata | Perugia | 0 – 0 | Livorno |  |

| 28 marzo 1971 27ª giornata | Ternana | 1 – 1 | Perugia |  |

| 4 aprile 1971 28ª giornata | Perugia | 2 – 0 | Catanzaro |  |

| 11 aprile 1971 29ª giornata | Brescia | 1 – 2 | Perugia |  |

| 18 aprile 1971 30ª giornata | Perugia | 1 – 0 | Reggina |  |

| 25 aprile 1971 31ª giornata | Cesena | 1 – 0 | Perugia |  |

| 2 maggio 1971 32ª giornata | Perugia | 2 – 1 | Taranto |  |

| 9 maggio 1971 33ª giornata | Arezzo | 2 – 1 | Perugia |  |

| 16 maggio 1971 34ª giornata | Perugia | 0 – 0 | Novara |  |

| 23 maggio 1971 35ª giornata | Perugia | 1 – 0 | Pisa |  |

| 30 maggio 1971 36ª giornata | Palermo | 1 – 0 | Perugia |  |

| 6 giugno 1971 37ª giornata | Perugia | 1 – 0 | Como |  |

| 13 giugno 1971 38ª giornata | Atalanta | 1 – 0 | Perugia |  |

## Statistiche

### Statistiche di squadra
| Competizione | Punti | In casa | In casa | In casa | In casa | In casa | In casa | In trasferta | In trasferta | In trasferta | In trasferta | In trasferta | In trasferta | Totale | Totale | Totale | Totale | Totale | Totale | DR |
| Competizione | Punti | G       | V       | N       | P       | Gf      | Gs      | G            | V            | N            | P            | Gf           | Gs           | G      | V      | N      | P      | Gf     | Gs     | DR |
| ------------ | ----- | ------- | ------- | ------- | ------- | ------- | ------- | ------------ | ------------ | ------------ | ------------ | ------------ | ------------ | ------ | ------ | ------ | ------ | ------ | ------ | -- |
| Serie B      | 42    | 19      | 13      | 4       | 2       | 24      | 6       | 19           | 2            | 8            | 9            | 12           | 22           | 38     | 15     | 12     | 11     | 36     | 28     | +8 |
| Coppa Italia | 0     | 2       | 0       | 0       | 2       | 0       | 3       | 1            | 0            | 0            | 1            | 1            | 4            | 3      | 0      | 0      | 3      | 1      | 7      | -6 |
| Totale       | -     | 21      | 13      | 4       | 4       | 24      | 9       | 20           | 2            | 8            | 10           | 13           | 26           | 41     | 15     | 12     | 14     | 37     | 35     | +2 |

### Statistiche dei giocatori
| Giocatore       | Serie B  | Serie B | Coppa Italia | Coppa Italia | Totale   | Totale |
| Giocatore       | Presenze | Reti    | Presenze     | Reti         | Presenze | Reti   |
| --------------- | -------- | ------- | ------------ | ------------ | -------- | ------ |
| M. Agretti      | 18       | 0       | 3            | 0            | 21       | 0      |
| B. Bacchetta    | 36       | 0       | 3            | 0            | 39       | 0      |
| F. Baroni       | 1        | 0       | -            | -            | 1        | 0      |
| D. Casati       | 29       | 1       | -            | -            | 29       | 1      |
| G. Colausig     | 36       | 1       | 3            | 0            | 39       | 1      |
| G. Dalle Vedove | 31       | 4       | 3            | 0            | 34       | 4      |
| A. Gionangeli   | 5        | 0       | -            | -            | 5        | 0      |
| L. Giudo        | 4        | 0       | 1            | 0            | 5        | 0      |
| L. Grosso       | 2        | -1      | 3            | -7           | 5        | -8     |
| R. Innocenti    | 38       | 5       | 2            | 0            | 40       | 5      |
| C. Mantovani    | 38       | -27     | -            | -            | 38       | -27    |
| S. Marcucci     | 11       | 0       | 2            | 0            | 13       | 0      |
| N. Martellossi  | 10       | 2       | 2            | 0            | 12       | 2      |
| G. Mastropasqua | 2        | 0       | -            | -            | 2        | 0      |
| B. Mazzia       | 36       | 5       | 3            | 1            | 39       | 6      |
| R. Panio        | 31       | 0       | 3            | 0            | 34       | 0      |
| G. Santiccioli  | -        | -       | 1            | 0            | 1        | 0      |
| C. Tinaglia     | 5        | 0       | -            | -            | 5        | 0      |
| N. Traini       | 33       | 9       | 3            | 0            | 36       | 9      |
| G. Urban        | 37       | 6       | 3            | 0            | 40       | 6      |
| E. Vanara       | 35       | 2       | 3            | 0            | 38       | 2      |